# Bouillon (Bélgica)
Bouillon es un municipio de la región de Valonia, en la provincia de Luxemburgo, Bélgica. A 1 de enero de 2019 tenía una población estimada de 5411 habitantes.

## Historia
Fue comprada por el Principado de Lieja en 1096. En 1492 fue ocupada por Roberto II de la Marck (señor de Sedán), aliado francés. Tomada en 1521 por las tropas imperiales de Carlos V, que la devuelven a Lieja. Conquistada por Enrique II entre 1552 y 1559. Durante la guerra franco-neerlandesa en 1676, fue retomada por las tropas francesas, que la ceden a Godefroy de La Tour d'Auvergne, ejerciendo un protectorado sobre el ducado. En tiempos de la Revolución Francesa, formó una pequeña república, hasta su anexión a Francia en 1795. Mediante el Tratado de París (1815), pasó a formar parte del Reino Unido de los Países Bajos. En 1830 con la Revolución belga es incluida en este país independiente.

## Geografía
Se encuentra ubicada al sureste del país, en la zona de las Ardenas y esta bañada por el río Semois, un afluente del río Mosa.

### Secciones del municipio
El municipio comprende los antiguos municipios siguientes, que se fusionaron en 1977:
| - Bouillon - Les Hayons - Poupehan - Rochehaut - Noirefontaine - Sensenruth - Ucimont - Vivy - Bellevaux - Dohan - Corbion |

### Pueblos y aldeas del municipio
El municipio comprende los pueblos y aldeas de: Botassart, Curfoz, Frahan y Mogimont.

### Galería

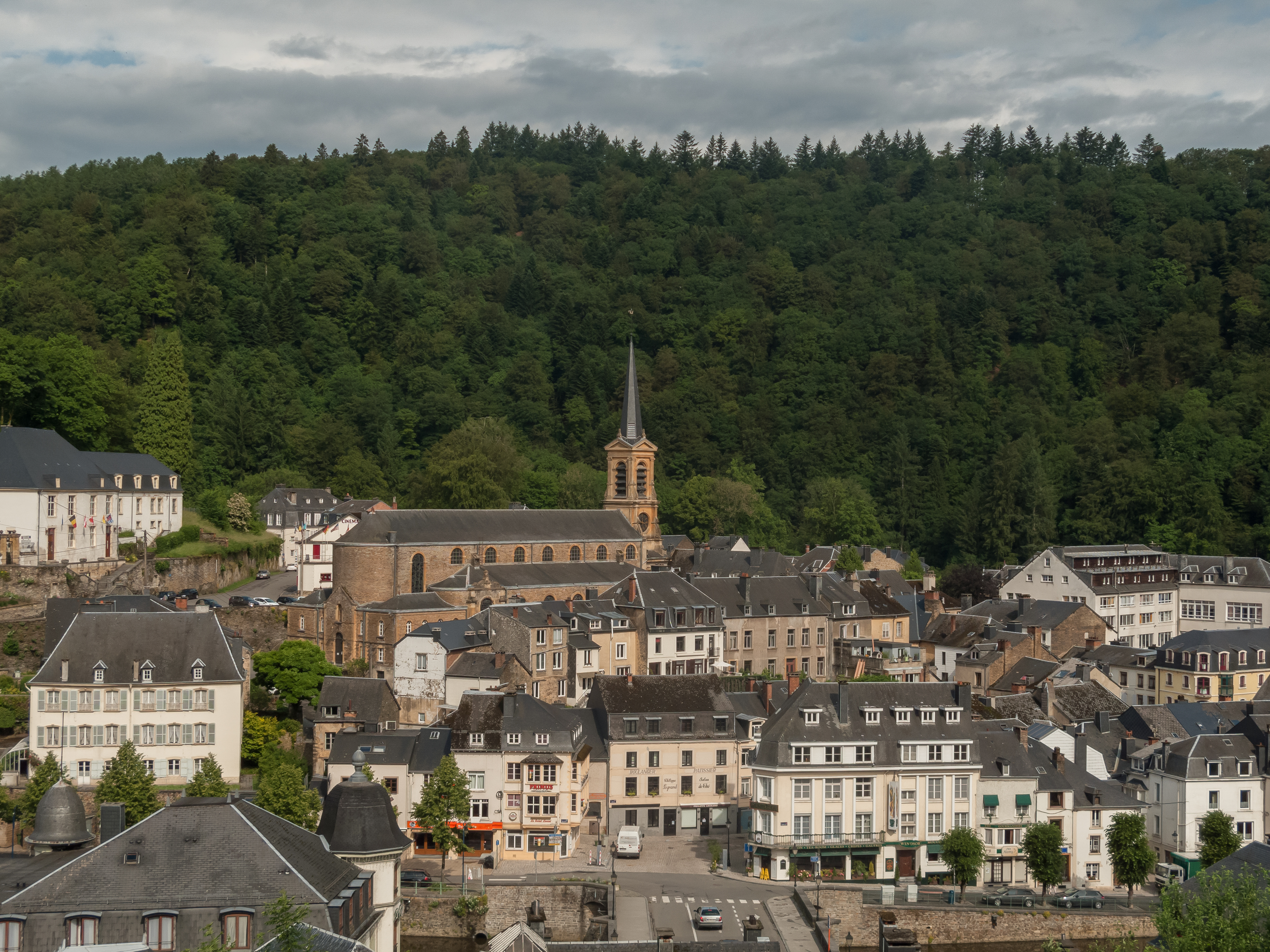
Bouillon, la iglesia (l' église des Saints-Pierre-et-Paul) en la ciudad
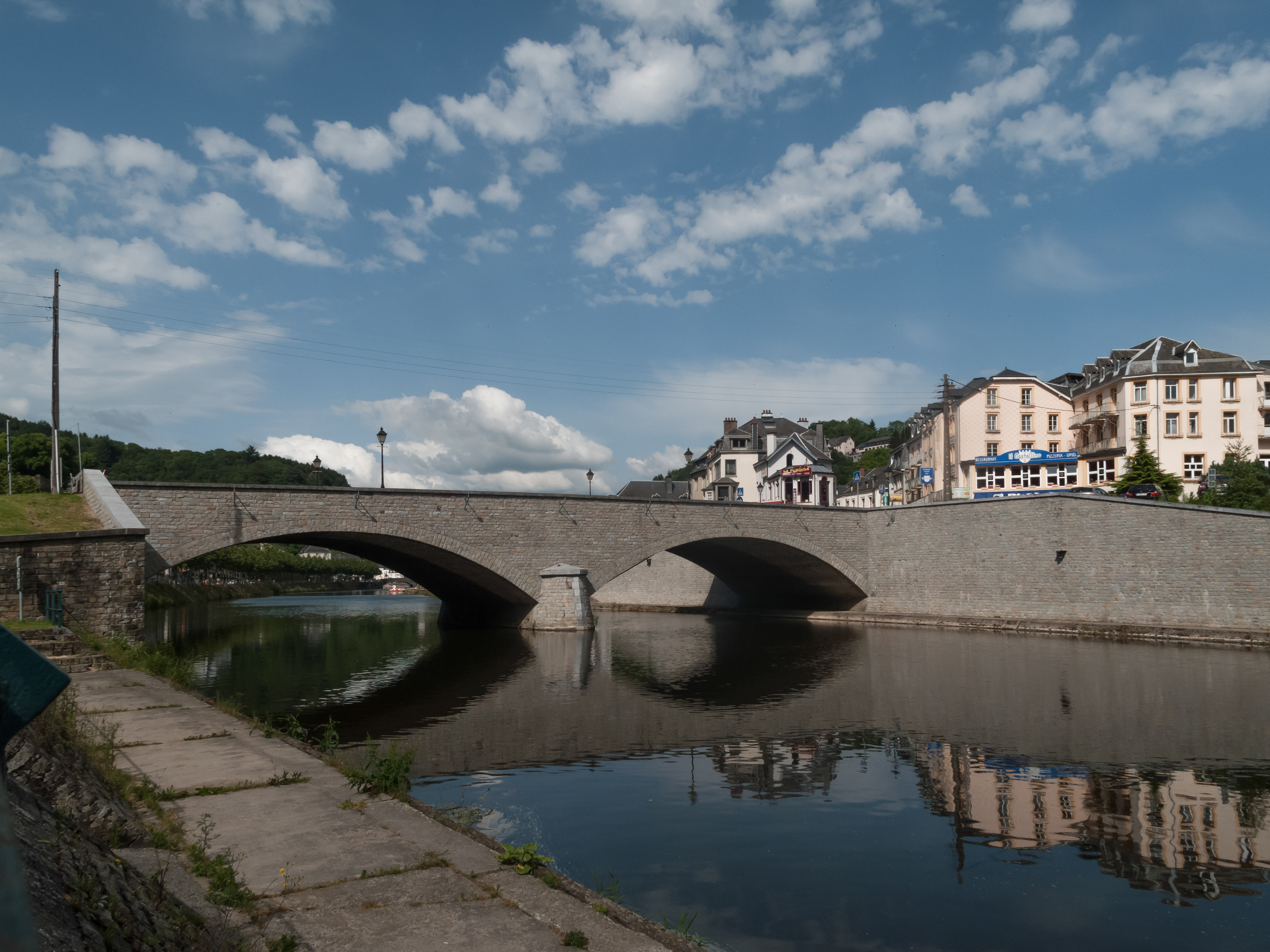
Bouillon, el puente (la Pont de France) sobre el río Semois
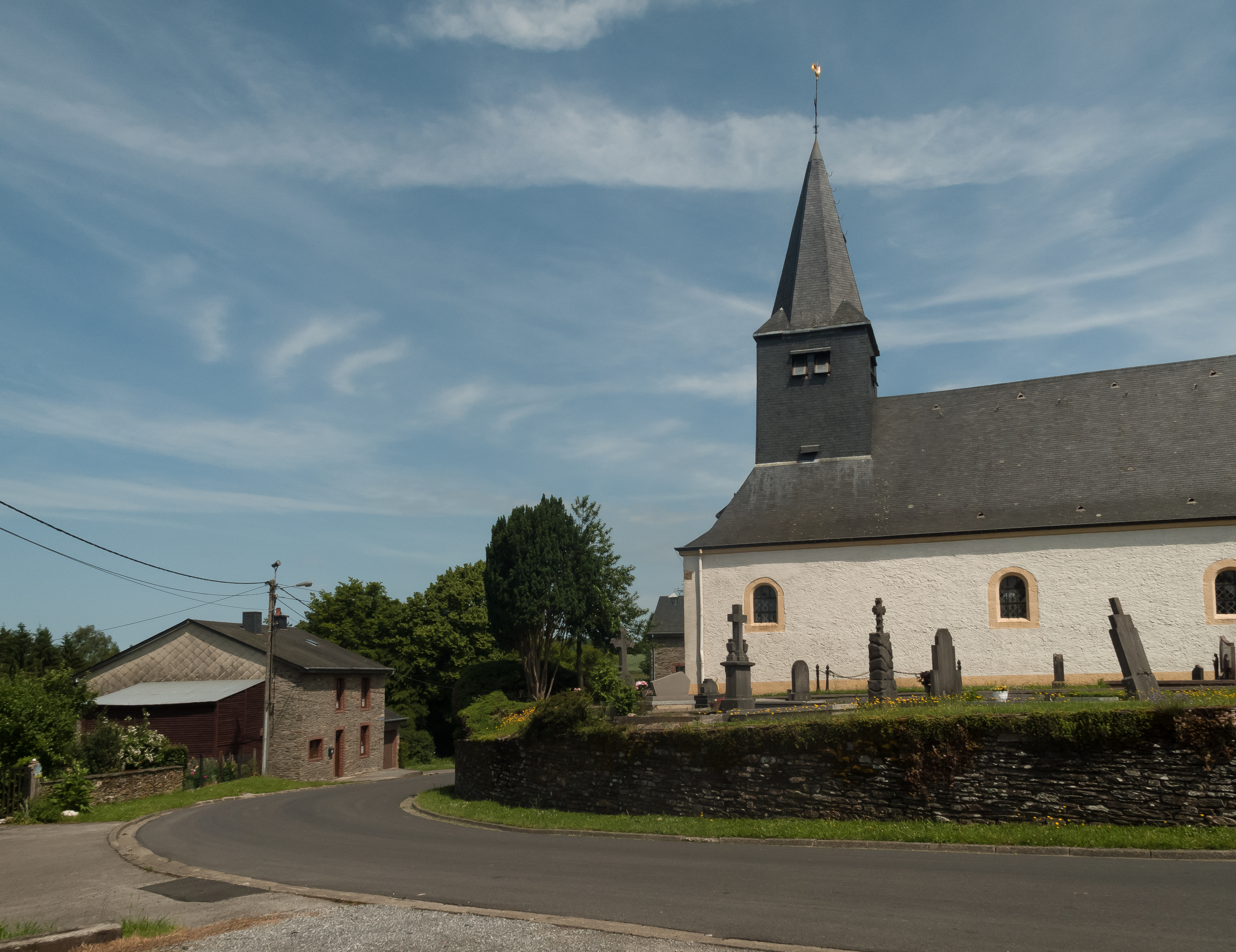
Sensenruth, la iglesia (l'église Saint-Lambert) en la calle
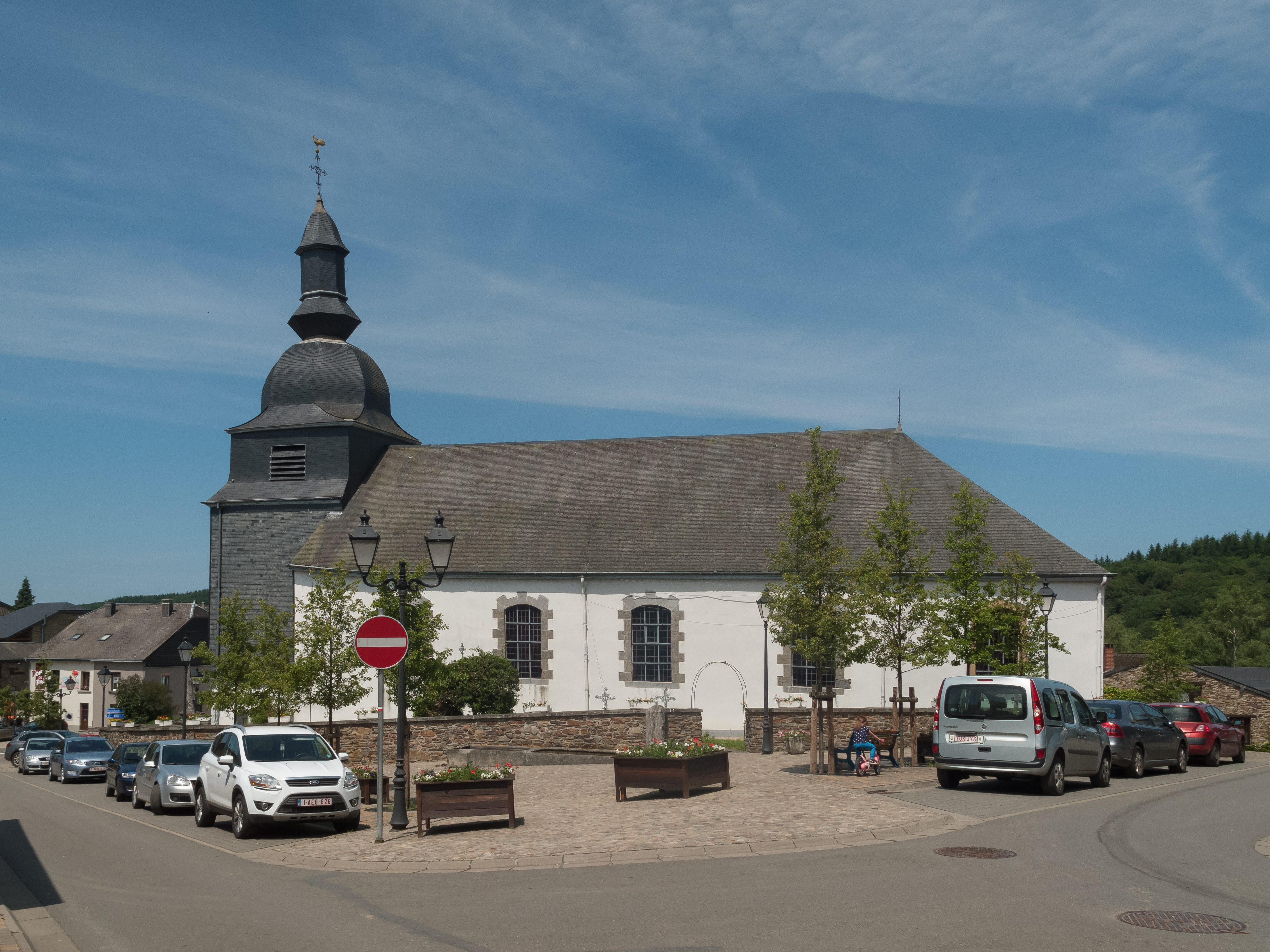
Rochehaut, la iglesia: l'église Saint-Firmin
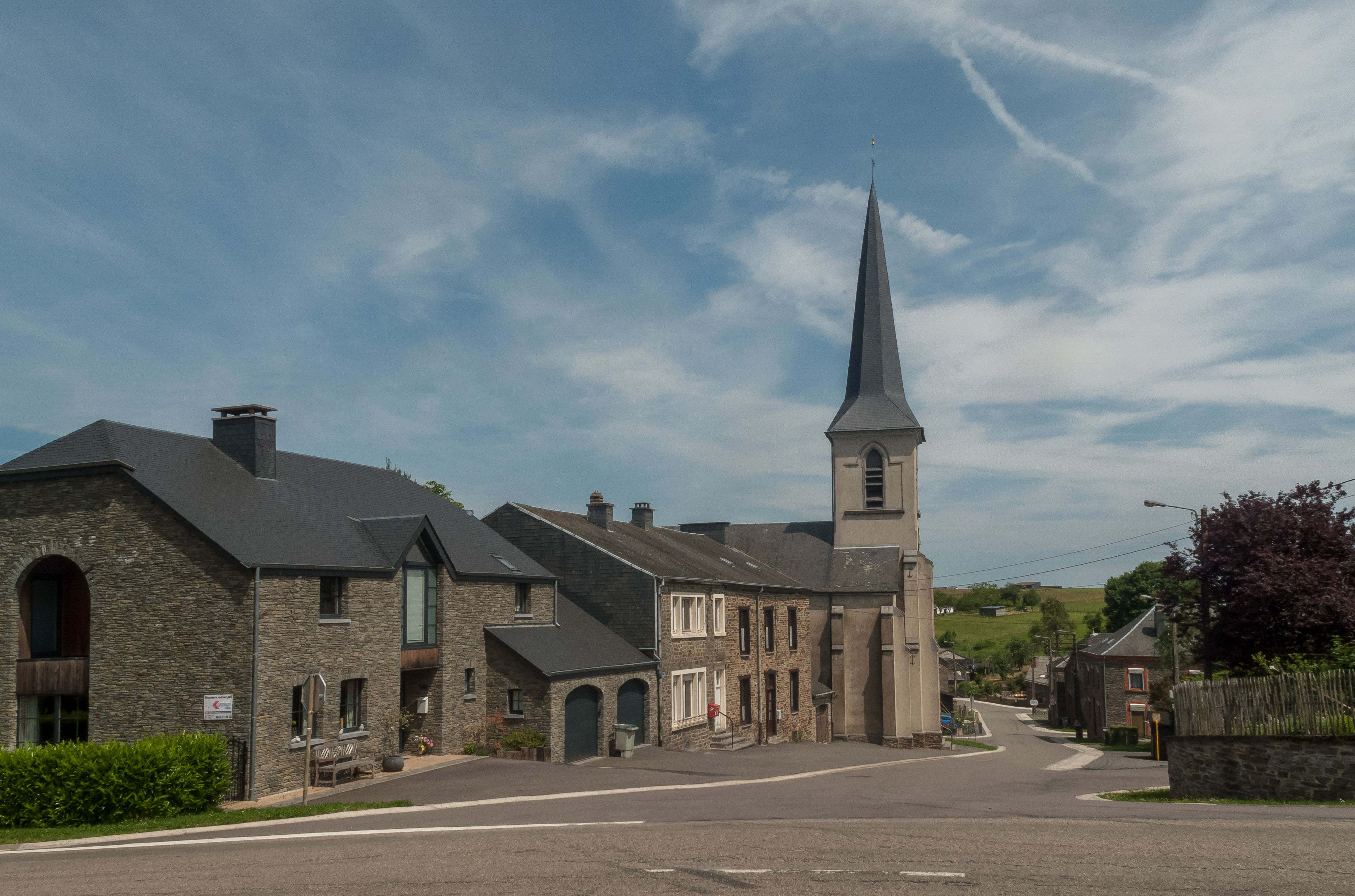
Mogimont, la iglesia: l'église des Saints-Pierre-et-Paul

## Demografía

### Evolución
Todos los datos históricos relativos al actual municipio, el siguiente gráfico refleja su evolución demográfica, incluyendo municipios después de efectuada la fusión el 1 de enero de 1977.
| Gráfica de evolución demográfica de Bouillon entre 1846 y 2020 |
|                                                                |